# Posada Jaćmierska
Posada Jaćmierska (Posada Jaćmierska Górna) – wieś w Polsce położona w województwie podkarpackim, w powiecie sanockim, w gminie Zarszyn.

## Historia
W 1795 Posada Jaćmierska należała do Stanisława Grodzickiego herbu Łada, który zmarł bezpotomnie w 1818. W następnym roku bratanek Stanisława, Feliks Grodzicki, sprzedał Jaćmierz wraz z Posadą Jaćmierską Dolną, Posadą Jaćmierską Górną i Chmurówką Sebastianowi Ostaszewskiemu herbu Ostoja. Ten z kolei przepisał te dobra w 1832 swej córce, Marii z Ostaszewskich, żonie Franciszka Grotowskiego, po których dziedziczyli ich synowie, Leon Grotowski (Posada Jaćmierska górna i dolna) i Zygmunt Grotowski (Chmurówka). Na początku XX wieku Leon Grotowski posiadał we wsi obszar 111 ha.
Posadę Jaćmierską zamieszkuje 456 mieszkańców.
W latach 1975–1998 miejscowość administracyjnie należała do województwa krośnieńskiego.

## Obiekty zabytkowe
- Zespół dworski z 1. połowy XIX (dwór i park)
- Stodoła w zagrodzie nr 9, koniec XIX

## Urodzeni
- Józef Stachowicz
- Roman Tarkowski
- Stanisław Stączek
- Janusz Konieczny
- ks. Jan Stączek (ur.03.VII.1902 w Posadzie Jaćmierskiej – zm. 11.II.1989 w Rzeszowie) w 1927 święcenia kapłańskie, od IX 1939 kapelan 144. Szpitala Polowego w Przemyslu. Od X 1940 katecheta Polskiego Gimnazjum w Balatonboglar, a od V 1941 kierownik Katolickiego Duszpasterstwa nad Uchodźcami Polskimi na Węgrzech. Od 1949 proboszcz Parafii Farnej w Rzeszowie. Od 1974 Prałat Papieski, a od 1978 Protonotariusz Apostolski - Infułat[10].
- Henryk Stankiewicz (1900-1942) - działacz ludowy w okresie międzywojennym, prezes PSL w latach trzydziestych, łącznik AK w latach II wojny św., twórca BCh na terenie powiatu sanockiego. Zastrzelony przez gestapo 21 września 1942 r.